# エアロ (チョコレート)

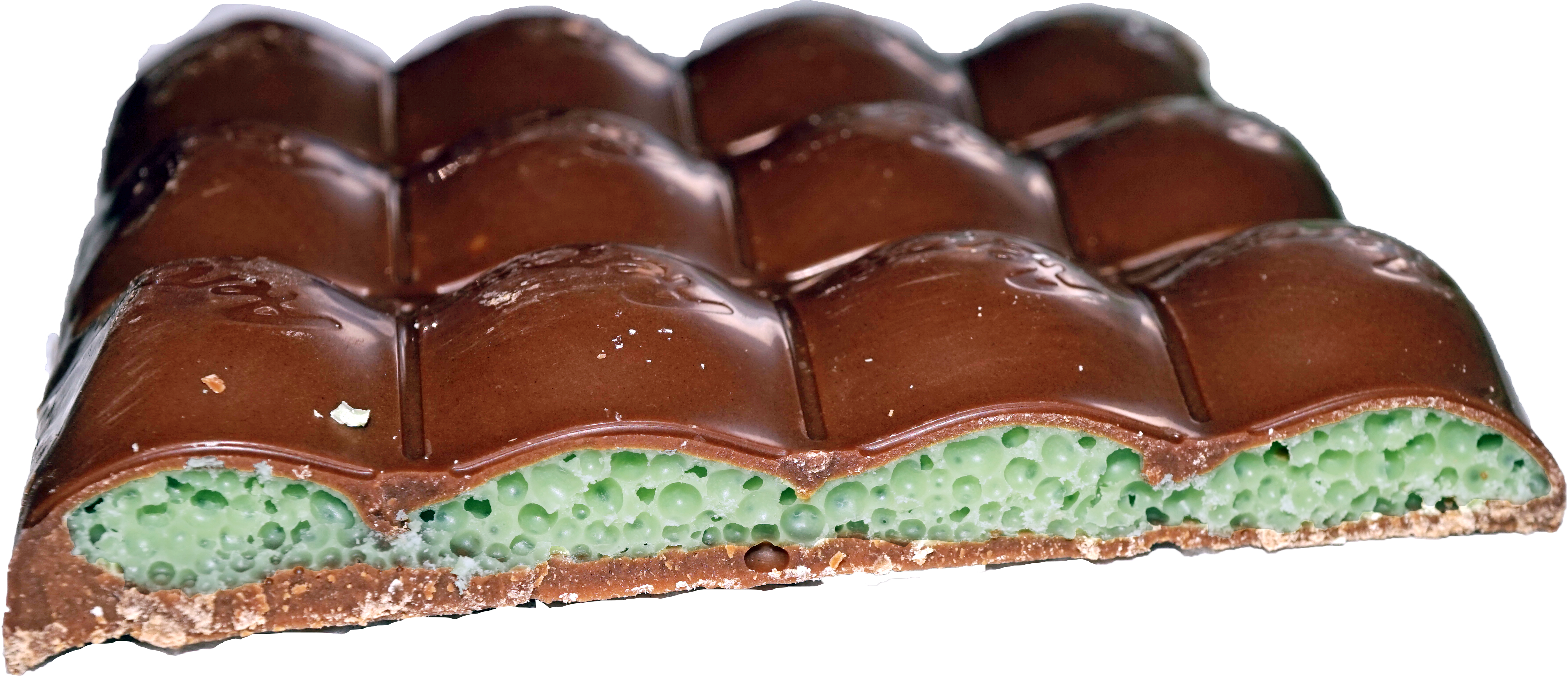

エアロ (Aero) は、ネスレから発売している準チョコレート菓子である。チョコレートの中に、エア（気泡）を入れ独特の食感がある。
イギリスの菓子製造会社ロントリー・マッキントッシュが1935年から発売を開始、1988年にネスレブランドとなり販売を続けている。日本では2003年より、ネスレコンフェクショナリー（現ネスレ日本）から発売している。

## 商品
- AeroBox （ネスレエアロボックス）
- AeroBag （ネスレエアロバッグ）
- AeroBar （ネスレエアロバー）
- AeroCocoa （ネスレエアロココア） コンビニエンスストア限定発売
- AeroMiniStrawberry　（ネスレエアロミニストロベリー） 期間限定発売

「真央ちゃんセレクトチョコレート」として期間限定で発売
第1弾
- ネスレエアロボックス バナナ味
- ネスレエアロボックス メロン味

第2弾
- ネスレエアロボックス ピーチ味
- ネスレエアロボックス 抹茶きなこ味

- エアロちゃんぬいぐるみパック限定発売

（浅田真央ちゃんの愛犬エアロのぬいぐるみ&エアロボックスセット）
- ネスレエアロボックス レモンソーダ風味　期間限定発売
- ネスレエアロトリプルアクセル　洋なし味

## 類似商品
- エアロン　（フルタ製菓）
- エアーズ　（ロッテ）

## 原材料
- 砂糖
- 全粉乳
- 植物油脂
- カカオマス
- ココアバター
- 乳糖
- 食塩
- 乳化剤
- 香料
- 紅花色素

## イメージキャラクター
- 浅田真央 - 飼い犬（トイ・プードル）の名前が「エアロ」である（そもそも同菓子からとってつけた）。
- 過去にはウェブサイトでFUJIWARAらお笑い芸人10組がいろいろな競技で競った映像が公開されていた。